# Култучная
Култу́чная — река в Восточной Сибири, протекает в Слюдянском районе Иркутской области. Длина — 24 км. Впадает в залив Култук озера Байкал.
Крупнейший приток — река Ильча (правый, 9 км от устья).

## География
Берёт начало на южном склоне хребта Быстринская Грива, на высоте около 800 м. Бежит в таёжной местности, в узкой межгорной долине, в направлении на юго-восток. В 4 км от устья выходит на предбайкальскую низменность у восточной окраины посёлка городского типа Култук, образуя болотистую низину. Место впадения реки в Байкал находится в 3 км к северу от окраины города Слюдянка и в 2 км к югу от окраин Култука близ Шаманского мыса.
По левому берегу Култучной, в нижнем её течении, до места выше впадения реки Ильчи, проходит начальный участок (около 5 км) Тункинского тракта — федеральной автодороги А333. В 1,5 км от устья река пересекается мостами федеральной автомагистрали Р258 «Байкал» и Кругобайкальской железной дороги.

## Данные водного реестра
По данным государственного водного реестра России относится к Ангаро-Байкальскому бассейновому округу; водохозяйственный участок реки — бассейны рек южной части оз.Байкал в междуречье рек Селенга и Ангара; речной бассейн реки — бассейны малых и средних притоков южной части оз. Байкал.
Код объекта в государственном водном реестре — 16020000112116300021214.

## Топографические карты
- Лист карты M-48-4 Култук. Масштаб: 1 : 100 000. Состояние местности на 1972 год. Издание 1976 г.